# Singapore Tennis Open
Il Singapore Tennis Open è stato un torneo di tennis maschile facente parte del ATP Tour 250. Si è svolto sui campi indoor in cemento della OCBC Arena all'interno del "Singapore Sports Hub" a Singapore. Si è giocata la sola edizione del 2021 concessa dall'ATP con licenza valida solo per un anno a seguito dei molti tornei cancellati a causa della pandemia di COVID-19.

## Albo d'oro

### Singolare
| Anno | Campione       | Finalista        | Punteggio     |
| ---- | -------------- | ---------------- | ------------- |
| 2021 | Alexei Popyrin | Aleksandr Bublik | 4–6, 6–0, 6–2 |

### Doppio
| Anno | Campioni                   | Finalisti                        | Punteggio |
| ---- | -------------------------- | -------------------------------- | --------- |
| 2021 | Sander Gillé Joran Vliegen | Matthew Ebden John-Patrick Smith | 6–2, 6–3  |